# Charlie Clements
Charlie Clements (* 5. Juni 1987 in Sidcup, England) ist ein britischer Schauspieler.

## Wirken
Clements war in der populären BBC-Soap EastEnders aus dem Jahr 2006 zu sehen, in der er die Rolle des Bradley Branning spielte. Er beendete 2005 sein Studium und arbeitete zunächst zeitweise in einem Supermarkt. Für seine Leistung in EastEnders 2006 erhielt er den British Soap Award als bester Newcomer des Jahres. Er ist mit Natascha Stokes – Model und Schauspielerin – liiert.

## Filmografie
- 2005: The Car (Kurzfilm)
- 2005: The Bill (Fernsehserie)
- 2006–2010: EastEnders (Fernsehserie, 409 Episoden)
- 2007: Popcorn
- 2015: Murdoch Mysteries (Fernsehserie, 1 Folge)